# Friedrich Karl von Moser
Friedrich Karl von Moser-Filseck (Stoccarda, 1723 – Ludwigsburg, 1798) è stato un politico tedesco.
Figlio del giurista Johann Jakob Moser, fu al servizio dei langravi d'Assia-Darmstadt e di quelli dell'Assia-Kassel fino al 1766, poi amministratore della contea di Falkenstein e nuovamente primo ministro dell'Assia-Darmstadt.
Risultò strumentale nel progetto di ampliamento e miglioramento dell'esercito di Luigi IX d'Assia-Darmstadt sul modello di quello prussiano di Federico il Grande.
Fervente sostenitore dell'illuminismo, teorizzò la politica statale secondo ragione.